# Rohan Murdock
Rohan Murdock (* 27. Februar 1992 in Perth, Australien) ist ein australischer Profiboxer im Supermittelgewicht.

## Karriere
Gegen John Noctor gab Murdock 2010 erfolgreich sein Profidebüt, als er diesen k.o. schlug.
Im darauffolgenden Jahr absolvierte er insgesamt fünf Kämpfe, von denen er vier gewann und einen verlor; diese Pleite, die er gegen Steve Moxon in einem auf 4 Runden angesetzten Kampf durch Mehrheitsentscheidung verlor, war seine bisher einzige.
Am 5. November 2016 traf Murdock in einem Kampf, in welchem es um den vakanten WBO Asia Pacific Title ging, auf Manny Siaca und siegte vorzeitig in der 6. Runde. Im Jahr darauf verteidigte er diesen Gürtel durch einen klassischen K.-o.-Sieg in Runde 2 über Francisco Ramon Benitez und einen klaren, einstimmigen Punktsieg über Jorge Daniel Caraballo.
Gegen den Russen Apti Ustarkhanov trat der Normalausleger am 13. Dezember 2017 um den ebenfalls vakanten WBO-Oriental-Titel an und ging auch hier als einstimmiger Sieger nach Punkten hervor.